# Martyrtorget

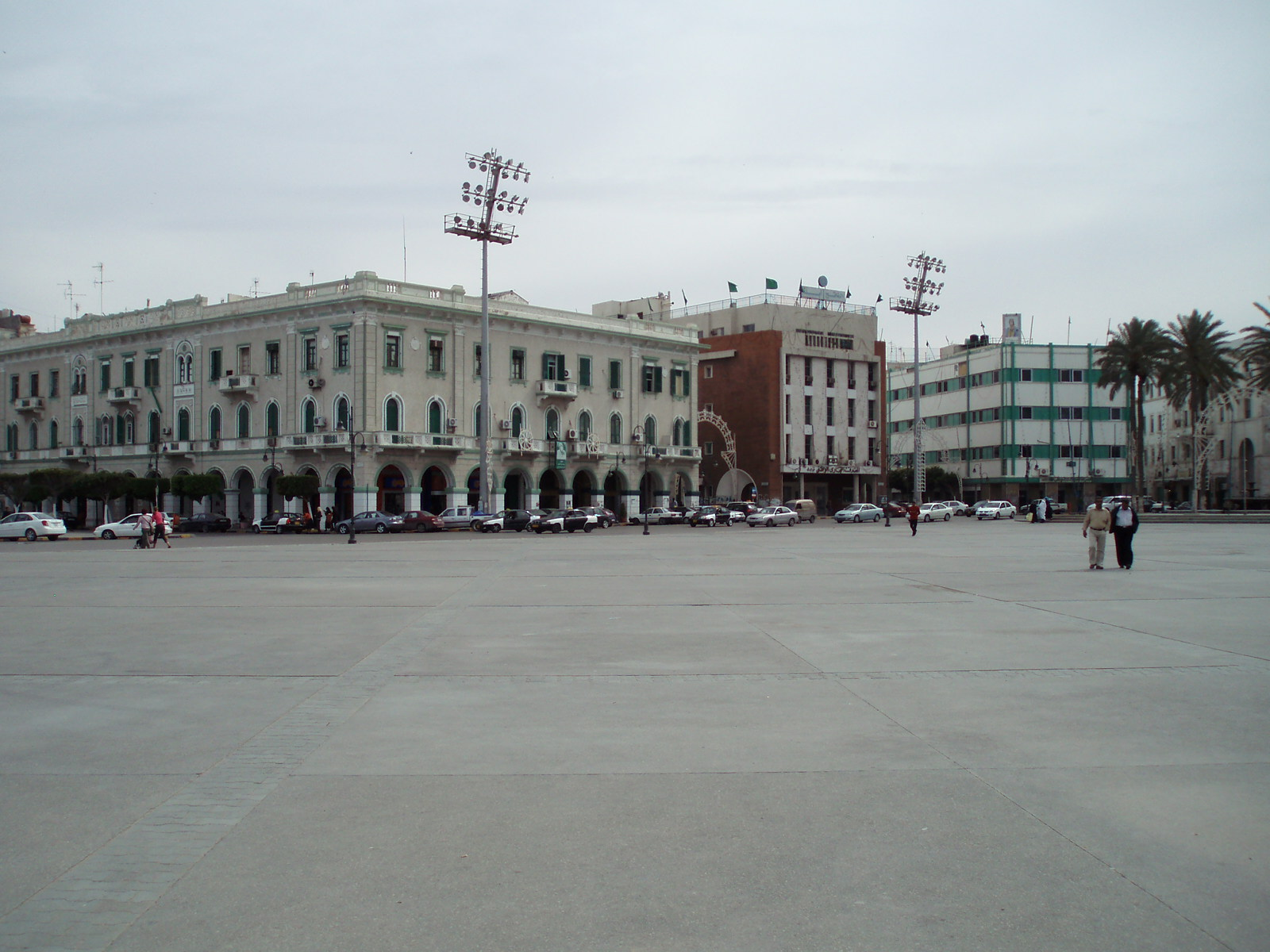
Martyrtorget, Tripoli.

Martyrtorget (arabiska: ميدان الشهداء / Maydān ash-Shuhadā’), tidigare känt som Gröna torget (arabiska: الساحة الخضراء / as-Sāḥah al-Khaḍrā’), är ett torg vid bukten i Libyens huvudstad Tripoli. De viktigaste kommersiella centrumet i staden omger torget. sedan torget erövrades i det Libyska inbördeskriget den 21 augusti 2011 döpte anti-Gaddafi-styrkor om det till det tidigare namnet Martyrtorget.

## Historia
Torget konstruerades av det italienska kolonialstyret som Piazza Italia, men fick namnet Självständighetstorget efter att Libyen blivit en självständig monarki. Namnet "Gröna torget" antogs efter ledaren Muammar al-Gaddafis "gröna revolution" 1969. Vid torget ligger bland annat Röda slottet som inhyser landets nationalmuseum. Till följd av det libyska inbördeskriget intogs torget den 21 augusti 2011 av rebellstyrkor varefter det genast döptes om till Martyrtorget. 